# Rochonvillers
Rochonvillers (fràncic lorenès Ruxeler) és un municipi francès situat al departament del Mosel·la i a la regió del Gran Est. L'any 2007 tenia 218 habitants.

## Demografia

### Població
El 2007 la població de fet de Rochonvillers era de 218 persones. Hi havia 72 famílies, de les quals 12 eren unipersonals (4 homes vivint sols i 8 dones vivint soles), 28 parelles sense fills, 28 parelles amb fills i 4 famílies monoparentals amb fills.
La població ha evolucionat segons el següent gràfic:
Habitants censats

### Habitatges
El 2007 hi havia 80 habitatges, 76 eren l'habitatge principal de la família, 2 eren segones residències i 2 estaven desocupats. 79 eren cases i 1 era un apartament. Dels 76 habitatges principals, 67 estaven ocupats pels seus propietaris, 6 estaven llogats i ocupats pels llogaters i 3 estaven cedits a títol gratuït; 3 tenien tres cambres, 8 en tenien quatre i 65 en tenien cinc o més. 71 habitatges disposaven pel capbaix d'una plaça de pàrquing. A 28 habitatges hi havia un automòbil i a 39 n'hi havia dos o més.

### Piràmide de població
La piràmide de població per edats i sexe el 2009 era:
| Homes | Edats   | Dones |
| ----- | ------- | ----- |
| 0     | 95 o +  | 4     |
| 0     | 90 a 94 | 0     |
| 0     | 85 a 89 | 0     |
| 0     | 80 a 84 | 0     |
| 0     | 75 a 79 | 0     |
| 0     | 70 a 74 | 0     |
| 8     | 65 a 69 | 4     |
| 4     | 60 a 64 | 12    |
| 12    | 55 a 59 | 8     |
| 4     | 50 a 54 | 0     |
| 0     | 45 a 49 | 4     |
| 0     | 40 a 44 | 0     |
| 8     | 35 a 39 | 8     |
| 16    | 30 a 34 | 12    |
| 12    | 25 a 29 | 8     |
| 4     | 20 a 24 | 4     |
| 4     | 15 a 19 | 4     |
| 16    | 10 a 14 | 0     |
| 4     | 5 a 9   | 8     |
| 16    | 0 a 4   | 16    |

## Economia
El 2007 la població en edat de treballar era de 137 persones, 88 eren actives i 49 eren inactives. De les 88 persones actives 83 estaven ocupades (51 homes i 32 dones) i 5 estaven aturades (4 homes i 1 dona). De les 49 persones inactives 12 estaven jubilades, 17 estaven estudiant i 20 estaven classificades com a «altres inactius».

### Ingressos
El 2009 a Rochonvillers hi havia 73 unitats fiscals que integraven 197 persones, la mediana anual d'ingressos fiscals per persona era de 17.081 €.

### Activitats econòmiques
Dels 9 establiments que hi havia el 2007, 1 era d'una empresa de fabricació d'altres productes industrials, 1 d'una empresa de construcció, 2 d'empreses de comerç i reparació d'automòbils, 1 d'una empresa de transport, 2 d'empreses d'hostatgeria i restauració, 1 d'una empresa financera i 1 d'una empresa classificada com a «altres activitats de serveis».
L'únic servei als particulars que hi havia el 2009 era un guixaire pintor.
L'any 2000 a Rochonvillers hi havia 8 explotacions agrícoles.

## Poblacions més properes
El següent diagrama mostra les poblacions més properes.